# Pehr Erik Ahlgren
Pehr Erik Ahlgren, född den 27 september 1807 i Misterhults socken, Kalmar län, död den 16 februari 1908 i Stockholm, var en svensk sjömilitär. Han var bror till Carl Wilhelm Ahlgren.
Ahlgren blev sekundlöjtnant vid flottan 1826. Han var anställd i handelsflottan 1826–1827 och 1830–1834. Ahlgren fick löjtnants rang 1831 och var anställd i engelsk örlogstjänst 1837–1838. Han blev premiärlöjtnant 1838, kaptenlöjtnant 1841 och kapten 1850. Ahlgren var tygmästare vid flottans station i Karlskrona 1852–1857. Han befordrades till kommendörkapten 1855 och till kommendör 1862. Ahlgren var varvschef vid flottans station i Stockholm 1857–1866 och chef för Förvaltningen av sjöärendena 1866–1868. Han överflyttades till Flottans nya reservstat 1866. Ahlgren var ledamot av Krigshovrätten 1869–1881. Han invaldes som ledamot av Örlogsmannasällskapet 1843 (hedersledamot 1867) och som ledamot av andra klassen av Krigsvetenskapsakademien 1859 och av första klassen 1897. Ahlgren blev riddare av Svärdsorden 1847, kommendör av Sankt Olavs orden 1858 och kommendör (av första klassen) av Svärdsorden 1865. Han vilar på Galärvarvskyrkogården i Stockholm.